# MicroRNA

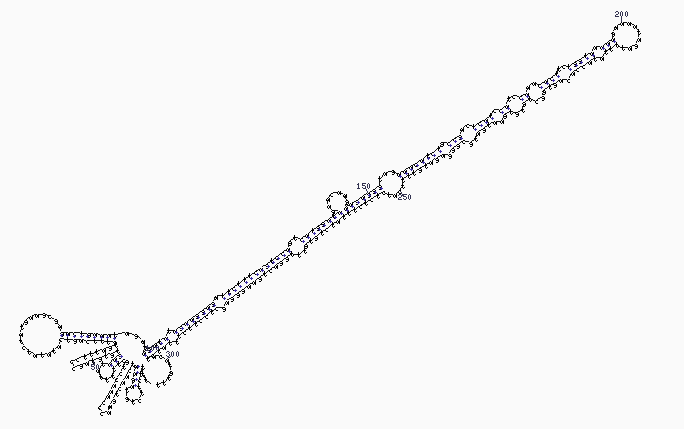
Haarnadelstruktur einer pre-microRNA

microRNA (von  μικρός mikrós ‚klein‘), abgekürzt miRNA oder miR, sind kurze, hochkonservierte, nichtcodierende Ribonukleinsäuren, die eine wichtige Rolle im komplexen Netz der Genregulation spielen, insbesondere beim Gen-Silencing. MicroRNAs regulieren die Genexpression hochspezifisch auf der post-transkriptionalen Ebene. Im Allgemeinen weisen microRNAs eine Größe von 21 bis 23 Nukleotiden (nt) auf, doch können es sogar einige Hundert sein (siehe Abbildung). Im Jahr 1993 entdeckten die US-amerikanischen Biologen Victor Ambros und Gary Ruvkun die microRNA (let-7 an C. elegans), wofür sie im Jahr 2024 den Nobelpreis für Medizin erhielten.

## Geschichte
1993 wurden erstmals regulierende kleine RNAs beschrieben, der Name microRNA wurde jedoch erst 2001 geprägt. Im Nematoden Caenorhabditis elegans codierte das Gen lin-4 überraschenderweise nicht für ein Protein, sondern für zwei kleine RNA-Moleküle mit einer Länge von ungefähr 60 nt und ca. 20 nt. Das längere Molekül stellt nach heutigem Kenntnisstand die pre-microRNA dar. Bei dem Molekül mit ca. 20 Nukleotiden handelt es sich um die reife microRNA. Diese kleinere RNA lin-4 reguliert das Gen lin-14, indem sie sich durch Basenpaarung komplementär an die 3'-UTR der lin-14-mRNA bindet und damit die Translation der mRNA vermindert. Mit der Entdeckung einer weiteren miRNA (let-7) konnte gezeigt werden, dass es sich nicht um ein außergewöhnliches Phänomen bei C. elegans handelt. Let-7 reguliert das Gen lin-41; die Gene let-7 und lin-41 sind evolutionär hochkonserviert. Der Mechanismus der microRNA-Regulation ist auch bei anderen multizellulären Organismen anzutreffen. In den letzten Jahren sind die Erkenntnisse über microRNAs stetig gewachsen. Die Datenbank miRBase zeigte einen Zuwachs von über 4000 Sequenzen innerhalb von zwei Jahren. Auch verzeichnet die Datenbank Pubmed einen starken Anstieg der Veröffentlichungen zum Thema microRNAs. Die genauen biologischen Funktionen der meisten microRNAs sind aber noch nicht bekannt. Nach computerbasierten Vorhersagen könnten etwa 20–30 % der Gene im menschlichen Genom durch microRNAs reguliert sein. Es darf angenommen werden, dass bis einige Tausend unterschiedliche microRNAs codiert werden.

## Biogenese
Die Transkription und Wirkung ist am Beispiel der Säugetiere beschrieben. Mit Abweichungen, z. B. bei den beteiligten Proteinkomponenten, ist der Wirk-Mechanismus in den verschiedenen Spezies vergleichbar. Die Gene für die miRNAs befinden sich im Genom, sie werden von einer RNA-Polymerase II oder III transkribiert. Das entstandene Primärtranskript hat eine Länge von 500 bis 3000 Nukleotiden und trägt den üblichen Poly-A-Schwanz am 3'-Ende sowie ein 7-Methylguanosin-Cap am 5'-Ende. Das Primärtranskript heißt primary microRNA (pri-miRNA) und lagert sich zu einer Schleife zusammen. Die RNase III (Drosha) und das dsRNA-Bindeprotein DGCR8 (entspricht Pasha bei Drosophila melanogaster) formen einen Mikroprozessor-Komplex, durch den im Kern einer Zelle die pri-miRNA zu einer etwa 70–80 Nukleotide großen precursor microRNA (pre-miRNA) prozessiert wird. Die pre-miRNA formt dabei eine charakteristische Haarnadelstruktur (hairpin). Die pre-miRNA wird durch Exportin-5 in Anwesenheit von Ran-GTP als Kofaktor über die Kernporen der Kernmembran aktiv in das Cytoplasma exportiert. Im Zytoplasma werden die pre-miRNAs durch das RNAse-III-Enzym Dicer in 17–24 nt lange ds-miRNAs geschnitten. Dicer interagiert mit dem ds-RNA-Bindeprotein TRBP (RDE-4 in C. elegans und Loquacious in Drosophila melanogaster). Dicer lädt die noch immer doppelsträngige miRNA auf ein Protein namens Argonaut 2 (AGO2), wodurch der RNA-induced silencing complex-loading complex gebildet wird, der aus Dicer, TRBP und AGO2 besteht. AGO2 entfernt einen Strang, den Passagierstrang, und bildet mit dem miRNA-Leitstrang den RNA-induced silencing complex (miRISC). Sobald RISC sich gebildet hat, spürt er seine Ziel-mRNA auf, indem er nach Übereinstimmungen der Basensequenzen sucht. Damit es zur Interaktion von RISC oder Ziel-mRNA kommen kann, bedarf es einer Komplementarität bei ca. 7 Basenpaaren, wobei vor allem die Nucleotide 2–8, vom 5‘-Ende der miRNA betrachtet, wichtig sind. Eine höhere Komplementarität verbessert die Bindung.
Wie genau AGO2 den miRNA-Leitstrang auswählt und „weiß“, welcher Strang abgebaut werden soll, ist noch unklar. Es ist jedoch bekannt, dass die Auswahl gezielt erfolgt. Zwei Faktoren scheinen eine besonders wichtige Rolle zu spielen: Erstens ist wichtig, welche Nucleobase am 5’-Ende steht, wobei Uracil bevorzugt wird. Zweitens kann der Strang, der ein thermodynamisch instabiles 5’-Ende besitzt, einfacher vom RISC aufgenommen werden. Abhängig davon bildet der miRNA-Strang mit dem 5’-Terminus an seinem Ende die reife miRNA, die auch guide RNA genannt wird. Der Passagierstrang wird in Annotation mit einem Stern markiert. Diese miRNA* kann möglicherweise in wenigen Fällen auch regulatorisch wirken.
Die Auswahl jener mRNA, die abgebaut werden soll, erfolgt nach Komplementarität mit der miRNA. Je mehr Basen von mRNA und miRNA komplementär sind, desto besser funktioniert die Repression der Translation. Außerdem binden die miRNAs bevorzugt an die 3’-UTR (untranslated region) der mRNA. Wenn RISC am 3‘-Ende der mRNA andockt, hat er mehr Zeit für die Repression der Translation – und die Zeit ist ein großer Faktor, da die mRNA rasch im Cytosol translatiert wird.
Die reife miRNA wird in einen Ribonukleoproteinkomplex aufgenommen (miRNP), der eine große Ähnlichkeit zum RISC-Komplex des RNAi-Pathways aufweist. Durch diesen miRISC Komplex kann die Aktivität der Zielgene durch zwei Methoden herunterreguliert werden. Die Wirkmechanismen der microRNAs und der sogenannten small interfering RNAs (siRNAs) weisen deutliche Parallelen auf. siRNAs werden von der RNase III Dicer aus langen doppelsträngigen RNAs (dsRNAs) prozessiert und als 21–28 nt lange einzelsträngige RNAs in den siRISC-Komplex aufgenommen. Dieser Komplex vermittelt die mRNA-Degradation.

## Mechanismus der Genregulation
Die Genregulation erfolgt bei Tieren durch Bindung der microRNAs an die 3’ untranslatierte Region (3’-UTR) der mRNA von Zielgenen, die je nach Komplementarität der Bindesequenz und der beteiligten Proteine entweder an der Translation gehemmt oder durch Zerschneiden abgebaut werden. RISC stehen im Wesentlichen drei Möglichkeiten zur Verfügung, die Genexpression zu regulieren: a) die Inhibition der Translation mit anschließendem Abbau der mRNA, b) die Inhibition ohne deren Abbau sowie c) der direkte Abbau der mRNA, bevor die Translation initiiert wird.
Die Inhibition der Translation (Varianten a und b) ist häufiger als der direkte Abbau des mRNA-Strangs (Variante c), da die Varianten a und b eine geringere Komplementarität mit der Ziel-mRNA verlangen. Das am breitesten akzeptierte Modell für miRNA-vermitteltes silencing ist, dass es zuerst zur Inhibition der Translation kommt, gefolgt vom Abbau der mRNA.
Bei Variante a reicht die mRNA-miRNA Komplementarität nicht aus, damit AGO2 die mRNA eigenhändig abbauen kann. Daher müssen weitere Proteine rekrutiert werden. Federführend ist dabei GW182, das Decapping- und Deadenylierungsfaktoren rekrutiert. Durch Entfernen der Cap-Struktur und des Poly(A)Schwanzes wird die mRNA stark destabilisiert. Ein dritter Proteinkomplex, XNR1 genannt, baut die mRNA anschließend in 5‘-3‘-Richtung ab.
Variante b, die Translationsinhibition ohne mRNA-Abbau, ist komplizierter und die ausgearbeiteten Mechanismen bedürfen noch experimenteller Validierung. Ein Mechanismus, der postuliert wird, beinhaltet zwei wichtige Initiationsfaktoren (eIF4E und eIF4G). Sie werden durch RISC inhibiert und dissoziieren von der Translationsmaschinerie. Ohne sie kann die kleine ribosomale Untereinheit nicht an die 5‘-Cap-Struktur binden – der mRNA-Strang wird nicht translatiert. Variante a scheint häufiger als b zu sein.
Seltener kommt es zum direkten Abbau des mRNA-Strangs durch RISC. Dafür muss die miRNA weitreichend, wenn nicht gar vollständig komplementär mit der mRNA sein, was beim Menschen anders als bei Pflanzen unüblich ist. Die meisten miRNAs haben sich evolutiv so entwickelt, dass sie eben nicht perfekt komplementär sind, damit sie mehr Gene regulieren können. Es handelt sich um einen Kompromiss zwischen Genauigkeit und Effizienz.
Eine weitere RNA-Klasse, die ebenfalls über RNAi die Genexpression regulieren, sind die small interfering RNAs (siRNAs). Weil miRNAs und siRNAs sehr ähnlich prozessiert werden und auswechselbare biochemische Funktionen haben, ist die Unterscheidung nicht ganz einfach. miRNAs entstehen aus Haarnadel-artigen Strukturen. siRNAs hingegen entstammen einer langen RNA-Vorlage (dsRNA), aus der dann mehrere siRNAs gewonnen werden können. Aus einer Haarnadel kann immer nur eine miRNA extrahiert werden. Ein weiterer, äußerst relevanter Unterschied ist die Spezifität. Während siRNAs immer nur an eine mRNA andocken können, haben miRNAs oft mehrere Ziele (durchschnittlich 200 mRNAs). Dieser Umstand liegt in der imperfekten Komplementarität der miRNAs begründet: Sie können an eine mRNA andocken, obgleich einige Basen nicht komplementär sind – das geht bei siRNAs nicht. Während siRNAs den (irreversiblen) Abbau der mRNA herbeiführen, können miRNAs die Translation temporär unterdrücken und dissoziieren, wenn das Protein dann doch benötigt wird.
Obwohl microRNAs von der Forschung viel Aufmerksamkeit genossen, ist ein zentraler Mechanismus noch kaum erforscht. microRNAs werden fast immer als negative Regulatoren der Genexpression angesehen. Verschiedene Review-Artikel zeigen jedoch, dass microRNAs ebenfalls die Translation zu stimulieren vermögen. Wie sie das tun, ist aber in vielen Fällen fast gänzlich ungeklärt. Eine Publikation aus dem Jahr 2007 konnte Folgendes nachweisen: Es wurden Zellen untersucht, deren Zellzyklus gestoppt worden war. In diesem Zustand half eine microRNA (miR-369-3), die normalerweise die Translation unterdrückt, den Zellzyklus zu aktivieren, indem sie einen Initiationskomplex bildete. Das ist insofern erstaunlich, als dass AGO2, das eigentlich für den Abbau der mRNA verantwortlich zu sein schien, daran beteiligt ist. Dieses Phänomen konnte in der G0/G1-Phase beobachtet werden. Wenn die Zellen jedoch proliferierten, blieb das aus. Weitere Arbeiten sekundieren, dass miRNAs die Expression stimulieren können. Einige Publikationen gehen sogar noch weiter und postulieren, dass die Stimulation der Genexpression die Hauptaufgabe von miRNAs sei. Das untermauere der Umstand, dass die Genexpression abnahm, wenn die AGO-Gene durch Knockout ausgeschaltet werden. Das widerspreche der weitverbreiteten Annahme, miRNAs würden Gene überwiegend stilllegen.

## Expression
MicroRNAs haben sehr unterschiedliche Expressionsmuster und werden in der Entwicklung und in physiologischen Prozessen unterschiedlich reguliert. Die Expression ist meist gewebespezifisch zusammen mit nahegelegenen Genen organisiert. MicroRNAs können innerhalb von Exons oder Introns proteincodierender Gene, oder in nichtcodierenden Regionen lokalisiert sein. Manche microRNAs besitzen eigene Promotoren. Wenige microRNAs liegen in einem Cluster vor und werden gemeinsam transkribiert.

## Aktuelle Forschung
Die Untersuchung der microRNA ist ein neues und sehr aktuelles Thema in der Molekular- und Zellbiologie. Die Arbeit mit miRNAs erweist sich schwieriger als mit mRNAs, da sie aufgrund ihrer geringen Größe und ubiquitärem Vorkommen von Abbauenzymen schnell degradiert werden. Die Quantifizierung von miRNA erfordert deswegen ständiges Arbeiten unter Kühlung sowie speziell aufbereitete, RNase-freie Gerätschaften. Klassischerweise erfolgt die Untersuchung von miRNA-Expressionsniveaus durch Umschreiben der RNA in synthetische DNA (cDNA) und deren anschließende Quantifizierung mittels quantitativer PCR. Neuerdings ist es auch möglich, miRNA-Expression auf speziellen Microarray-Plattformen zu messen, eine Methode, die sich wachsender Beliebtheit erfreut. Zwar erlaubt dies die gleichzeitige Bestandsaufnahme hunderter miRNAs, allerdings ist die Nachbearbeitung der Daten, wie bei Microarrays üblich, aufwändig und häufig mit großer Streuung verbunden. Dies kann jedoch häufig durch die anschließende Analyse der Datensätze, die im Bestfall zusätzlich Informationen zu den regulierten mRNAs umfassen, kompensiert werden.
In den vergangenen Jahren wurde festgestellt, dass die miRNAs als bedeutende Regulatoren der Genübersetzung (Translation) nach der Genüberschreibung (Transkription) fungieren. Dies geschieht über die spezifische Anhaftung an mRNA-Moleküle, deren Übersetzung in Proteine somit erschwert, völlig verhindert oder auch erleichtert wird.
In Säugetierzellen konnten bislang über 800 unterschiedliche miRNAs nachgewiesen werden; beim Menschen sind derzeit über 1.800 verschiedene miRNA-Spezies bekannt, die in Sammlungen, sog. Bibliotheken, vorliegen (Stand 11/2013,) Der Vergleich von Wirbellosen- und Wirbeltierzellen zeigt, dass die Struktur einiger dieser Moleküle hochgradig konserviert ist, was auf eine wichtige gemeinsame evolutionäre Funktion in sehr unterschiedlichen Spezies schließen lässt.
Experimentelle und informatische Studien legen den Schluss nahe, dass jede miRNA einige mRNA-Moleküle regulieren kann, und dass 20–30 % aller menschlichen Gene von miRNAs mitgesteuert werden.
Die Art und Anzahl im Zellkern hergestellter miRNA-Moleküle zeigt oft eine enge Korrelation mit dem Entwicklungsstand der Zelle (Zellteilung, Differenzierung in bestimmte Zelltypen, Apoptose (programmierter Zelltod bei Fehlern)). Die miRNAs wirken dabei in einem regulatorischen Netzwerk mit Transkriptionsfaktoren (TFn) zusammen. So belegen aktuelle Studien die kritische Funktion von miRNAs bei frühen Entwicklungsprozessen von Tieren, zum Beispiel Neurogenese, Myogenese (Muskelbildung), Kardiogenese (Herzbildung,) und Hämatopoese (Blutbildung). miRNAs spielen auch bei Pflanzen eine wichtige Rolle.
Weiterhin wurde vorgeschlagen, dass miRNAs sehr wichtig für die Unterdrückung von zellulären Transformationen wie Tumorbildung sind, da eine fehlerhafte Bildung von miRNA-Molekülen in Zellen diese unerwünschten Prozesse verstärkt. Deregulation von miRNAs wurde in diversen Tumorarten beobachtet und scheint tumorspezifische Charakteristiken aufzuweisen. Der Einfluss des als Tumorsuppressor bekannten p53-Proteins auf die Reifung verschiedener miRNAs, die das Zellwachstum hemmen, legt diesen Schluss ebenfalls nahe.
Ebenfalls ist die potenzielle Rolle von miRNAs in der Pathogenese, Diagnose und Behandlung von Epilepsie hervorgehoben worden. Veränderungen in den miRNA-Spiegeln bei Patienten mit Temporallappenepilepsie und Tiermodellen konnten identifiziert werden. Funktionelle Studien haben vielversprechende Ergebnisse gezeigt, darunter die starken antiepileptischen Effekte der Unterdrückung von Hirn-spezifischem miR-134. Darüber hinaus wurden Veränderungen in der miRNA-Expression bei anderen refraktären Epilepsietypen beobachtet, und das Verständnis der miRNA-Regulation, der Liefermethoden und des diagnostischen Biomarker-Potenzials hat sich erweitert.
Neuere Forschungen zeigen, dass bestimmte miRNAs für die Aufrechterhaltung der Pluripotenz und der Selbsterneuerung von embryonalen Stammzellen wichtig sind. microRNAs könnten daher in Zukunft nützliche molekularbiologische Werkzeuge für die Manipulation von Stammzellen darstellen.
Zu Forschungszwecken können zelluläre microRNA-Moleküle mit Hilfe komplementärer Antagomire inhibiert werden.
Das Auftreten bestimmter microRNA kann eventuell auch für die Diagnose von Erkrankungen, z. B. Myokarditis genutzt werden.
Neuste Ergebnisse deuten darauf hin, dass miRNA durch Nahrung aufgenommen wird und Prozesse im Körper beeinflusst.
Die Basenfolgen der verschiedenen miRNA sind bei Säugern identisch oder fast identisch. Diese Übereinstimmungen sind im Internet über Datenbank-Abfragen (z. B. miRBase) überprüfbar. Gleichzeitig besteht eine Organspezifität bei allen Spezies, so dass in den gleichen Organen unterschiedlicher Säuger identische miRNA-Typen ihre Funktionen im Rahmen der Modulation der Proteinbiosynthese übernehmen.
miRNA wird auch von der parasitären Nordamerikanischen Seide (Ordnung Nachtschattenartige) in ihre Wirtspflanze eingeschleust, vermutlich, um deren Abwehr zu unterdrücken.

### Wichtige microRNAs in der menschlichen Zelle
Die microRNA-335(-5p), deren Transkriptvorlage sich in der Gensequenz für MEST befindet, wurde als wichtiger Regulator bei der Entstehung von malignen Tumoren erkannt, aber auch als krebsfördernde Oncomir erkannt.
Im Jahr 2005 entdeckten Chan und Mitarbeiter, dass miR21 in Zellen von Glioblastomen stark überexprimiert war. miR21 wurde auch bei zahlreichen anderen Tumoren, wie Brustkrebs, Dickdarmkrebs, Bronchialkarzinom, Bauchspeicheldrüsenkrebs, Prostatakarzinom, Leberzellkarzinom, Magenkrebs, Eierstockskrebs, Zervixkarzinom, Kopf-Hals-Tumoren, Leukämien und anderen entdeckt. An Zelllinien nicht kleinzelliger Bronchalkarzinome (NSCLC) wurde gefunden, dass die Hemmung von miR21 mit einem Antikörper das Wachstum, die Migration und die Invasion der Tumorzellen vermindert. Die Resistenz gegen ionisierende Strahlen und Chemotherapeutika wurde durch miR21 gesteigert. Die Expression von PTEN, einem wichtigen Signalmolekül bei der Apoptose, wurde durch Anti-mR21 erhöht. Das bedeutet, dass Tumorzellen, die miR21 überexprimieren, an der Apoptose gehindert werden. Die Bedeutung von miR21 für das blutbildende System konnte an miR21-Knockout-Mäusen, bei denen das Gen für die Synthese von miR21 ausgeschaltet wurde, erforscht werden. Dabei wurde gefunden, dass die Empfindlichkeit gegenüber einer Ganzkörperbestrahlung durch die Ausschaltung von miR21 erhöht war. Als Ursache wurde eine Beeinträchtigung der hämatopoetischen Stamm- und Progenitorzellen gefunden, was zu einer Knochenmarksinsuffizienz führte.
Die miR-193b wird durch STAT5 reguliert und moduliert die Expression von KIT, einer für Blutstammzellen wichtigen Rezeptor-Tyrosinkinase. Es ist an der Erneuerung und Expansion von Blutstammzellen und Progenitorzellen (Blutvorläuferzellen) beteiligt. Eine Dysregulation von miR-193b ist mit der Pathogenese und der Aggressivität der akuten myeloischen Leukämie (AML) verknüpft.
Die microRNA-145 vermindert die Expression von Oct-4, einem stammzelltypischen Gen. Ihr Ausfall fördert daher die Entstehung von Krebsstammzellen.
Die microRNAs der Familie miR-302 sind typisch für humane embryonale Stammzellen und werden von den Pluripotenzgenen Oct-4 und Sox-2 reguliert.

### Chronobiologie
Im Jahr 2021 stellte sich heraus, dass MicroRNA an der Einstellung der Perioden-Längen in der Chronobiologie entscheidend beteiligt ist. Dabei ist sowohl die Menge der microRNA von Bedeutung (Dosisabhängigkeit) als auch der Gewebetyp (Lunge, Gehirn, Netzhaut).

## Nomenklaturregeln
Die Namengebung der microRNAs erfolgt nach der zeitlichen Reihenfolge der Sequenzierung. Die ersten drei Buchstaben bezeichnen den Organismus (z. B. hsa- Homo sapiens).
Unterschiedliche Vorläufer-Sequenzen und genomische Loci, die identische reife Sequenzen exprimieren, erhalten Namen der Form hsa-mir-121-1 und hsa-mir-121-2. Mit Buchstaben bezeichnete Suffixe benennen eng verwandte reife Sequenzen – zum Beispiel hsa-miR-121a und miR-hsa-121b.
miRNA-Klonierungsstudien identifizieren manchmal zwei ca. 22 Basen lange Sequenzen, die von demselben vorhergesagten Vorläufer stammen. Wenn die relativen Mengen klar angeben, welche die überwiegende miRNA-Form ist, werden die reifen Sequenzen durch Namen der Form miR-56 (Hauptprodukt) und miR-56* (aus dem entgegengesetzten Arm der Vorstufe) zugeordnet. Wenn die Daten nicht ausreichend sind, um zu bestimmen, welche Sequenz die vorherrschende ist, werden Namen wie miR-142-5p (vom 5'-Arm) und miR-142-3p (vom 3'-Arm) vergeben.
Eine ältere Konvention, die manchmal verwendet wird, lautet z. B. miR-142 und miR-s-142-AS.